# Synnomos gracililinea
Synnomos gracililinea là một loài bướm đêm trong họ Geometridae.